# Katrin Krabbe
Katrin Krabbe (nach Heirat vollständig Katrin Krabbe-Zimmermann; * 22. November 1969 in Neubrandenburg) ist eine ehemalige deutsche Leichtathletin. Die Sprinterin wurde 1991 überraschend Doppelweltmeisterin über 100 und 200 Meter und anschließend zur Welt-Leichtathletin des Jahres und Weltsportlerin des Jahres gewählt.
Sie wurde 1992 nach der Einnahme von Clenbuterol wegen Medikamentenmissbrauchs drei Jahre lang für die Teilnahme an Wettkämpfen gesperrt, scheiterte beim Comeback und gab ihre Sportkarriere auf. Vor Gericht erstritt sie jedoch gegen den Internationalen Leichtathletikverband (IAAF) erfolgreich Entschädigungszahlungen in Höhe von 1,2 Millionen DM und schrieb mit diesem höchst seltenen Vorgang 2002 Sportrechtsgeschichte.

## Karriere
Mit zwölf Jahren begann Katrin Krabbe beim SC Neubrandenburg, dem Verein, bei dem ihr Vater Fußball-Oberligaspieler und später Trainer war, mit regelmäßigem Lauftraining. Ihr Trainer war von Anfang an Thomas Springstein. Schnell kam sie zu ersten Erfolgen. Bei der Kinder- und Jugendspartakiade der DDR wurde sie 1985 Zweite über 100 und Dritte über 200 Meter. Bei den Juniorenweltmeisterschaften 1986 in Athen gehörte die damals 16-Jährige bereits zu den erfolgreichsten Starterinnen. Beim Europapokalfinale in Gateshead siegte sie im selben Jahr mit der DDR-Sprintstaffel über 4-mal 100 Meter in der Weltjahresbestzeit von 41,87 s.
Bei den Juniorenweltmeisterschaften 1988 in Greater Sudbury errang sie sowohl über 200 Meter als auch in der 4-mal-100-Meter-Staffel den 1. Platz. Ihre persönliche Bestzeit beim Leichtathletik-Sportfest in Ost-Berlin über 100 Meter von 10,89 s bescherte ihr die Qualifikation für die Olympischen Spiele 1988 in Seoul. Dort erreichte sie über 200 Meter das Halbfinale und schied dann als Sechste mit 22,59 s aus.
Der Durchbruch kam bei den Europameisterschaften 1990 in Split. Dort gewann sie dreimal Gold: über 100, 200 Meter und mit der 4-mal-100-Meter-Staffel. 1991 folgte der Doppelsieg bei den deutschen Meisterschaften in Hannover. Bei den Weltmeisterschaften in Tokio war sie die überragende Läuferin. Mit 10,99 s bzw. 22,09 s holte sie über 100 und 200 Meter Gold und bezwang dabei ihre großen Rivalinnen Gwen Torrence und Merlene Ottey. Krabbes Erfolge und ihre damit verbundene Werbewirksamkeit sicherten dem SC Neubrandenburg unter anderem durch einen Vertrag mit dem US-Sportartikelhersteller Nike Anfang der 1990er Jahre das Überleben.
Katrin Krabbe ist 1,82 m groß und wog in ihrer aktiven Zeit 69 kg.

## Ehrungen
Bereits 1990 wurde Krabbe aufgrund ihrer drei Europameistertitel sowohl zur Sportlerin des Jahres in Deutschland gewählt als auch zu Europas Sportlerin des Jahres der Vereinigung der europäischen Sportjournalisten (UEPS).
Im Folgejahr 1991 wurde sie als Doppelweltmeisterin nicht nur erneut deutsche Sportlerin des Jahres und Europas Sportlerin des Jahres, diesmal durch die Presseagentur Polska Agencja Prasowa (PAP), sondern zugleich als erste und bis heute nur eine von zwei Deutschen auch Welt-Leichtathletin des Jahres. Überdies zeichnete die italienische Sportzeitung La Gazzetta dello Sport sie als Weltsportlerin des Jahres aus.

## Sperren
Im Januar 1992 geriet sie mit Silke Möller und Grit Breuer unter Dopingverdacht und wurde vom Deutschen Leichtathletik-Verband (DLV) suspendiert, weil die Urinproben der drei aus dem Trainingslager in Südafrika im Labor als identisch analysiert wurden. Im April hob der Rechtsausschuss des DLV die Sperre „mangels Beweises und aus Rechtsgründen“ auf. Die Vorgänge und die 17-stündige Verhandlung in Darmstadt wurden damals als „das spektakulärste Doping-Verfahren der deutschen Sportgeschichte“ bezeichnet. Krabbes Rechtsbeistand in dem Verfahren war Reinhard Rauball. Der DLV-Rechtsausschuss bezweifelte u. a., dass eine Manipulation der Proben durch Dritte auszuschließen war, und stellte den Fall ein. Das übergeordnete Schiedsgericht des IAAF bestätigte dies und sprach sie im Juni 1992 schließlich „aus formalen Gründen“ frei. Krabbe wurde vom Nationalen Olympischen Komitee für Deutschland (NOK) auf die Teilnahmeliste der Olympischen Spiele in Barcelona 1992 gesetzt. Krabbe verzichtete auf die Teilnahme. Als Begründung gab Krabbe Anfang Juli 1992 ihren „unzureichenden Trainingszustand“ sowie die nervliche Anspannung der vorangegangenen Wochen an.
Am 5. August 1992 wurden in Urinproben Krabbes und Breuers von einem Trainingslager am 22. und 23. Juli auf Usedom Clenbuterol nachgewiesen. Ihr Trainer Thomas Springstein hatte das verschreibungspflichtige Asthmamedikament „Spiropent“ ohne Rezept beschafft. Auch Manuela Derr gestand die Einnahme des Mittels. Der Stoff Clenbuterol stand damals nicht auf der Dopingliste des Deutschen Sportbunds, aber des Internationalen Olympischen Komitees und Internationalen Leichtathletikverbands.
Nachdem die Medizinische Kommission der IAAF Clenbuterol im November als Dopingmittel mit anaboler Wirkung bezeichnet hatte, sperrte der DLV Krabbe und Breuer schließlich im März 1993 wegen Medikamentenmissbrauchs für ein Jahr und Manuela Derr für acht Monate, jeweils rückwirkend ab dem 14. August 1992. Der IAAF verlängerte diese Sperre wegen „unsportlichen Verhaltens“ um weitere zwei Jahre bis August 1995. Ein anschließender Comebackversuch Krabbes scheiterte, so dass ihre erfolgreiche Wettkampfkarriere faktisch im Sommer 1992 zu Ende gegangen war.

## Schadensersatz
Im Gegensatz zu Grit Breuer, die wie Manuela Derr die anfänglich gemeinsame Klage zurückzog, die Sanktionen akzeptierte und 1995 ihre Leichtathletikkarriere erfolgreich fortsetzte, prozessierte Katrin Krabbe, vertreten durch Anwalt Thomas Summerer, weiter gegen die Sperre. 1995 und 1996 bestätigten das Landgericht und das Oberlandesgericht München, dass die mehr als zweijährige Sperre das Grundrecht auf Berufsfreiheit verletzt hatte und daher unwirksam war. Beide Instanzen erkannten einen Anspruch auf Schadensersatz an, so dass das Landgericht München 2001 den Internationalen Leichtathletikverband zum Ersatz von 1,2 Millionen DM wegen entgangener Start- und Siegprämien sowie Sponsorengelder zuzüglich 4 % Zinsen ab 1994 verurteilte. Nachdem die IAAF vor dem Oberlandesgericht München in Berufung gegangen war, dort jedoch ein Scheitern signalisiert bekommen hatte, einigte sich der Weltverband schließlich 2002, nach neun Jahren Rechtsstreit, mit Krabbe auf eine Vergleichszahlung in unbekannter Höhe.

## Privates
Katrin Krabbe äußerte sich im Herbst 1991 kritisch zur Umsetzung der Vereinigung der beiden deutschen Staaten („Ich habe auch oft das Gefühl, daß viele Menschen, die vor zwei Jahren auf die Straße gegangen sind, sich etwas anderes erhofft haben, als nun herausgekommen ist.“) und bedauerte die nicht fortgesetzte Nachwuchsarbeit gemäß dem DDR-Modell. Sie habe gleichwohl vom Fall der Mauer profitiert, so Krabbe.
Sie heiratete den Rechtsanwalt und ehemaligen Junioren-Rudervizeweltmeister Michael Zimmermann (1962–2015) und bekam mit ihm zwei Söhne, darunter den Handballer Bruno Zimmermann.
Ihre sportliche Karriere verfolgte sie nach dem misslungenen Comeback nicht weiter. Stattdessen betrieb sie ein Sportgeschäft in Neubrandenburg, das sie gemeinsam mit ihrem ehemaligen Verlobten eröffnet hatte, dem Kanuten Torsten Krentz. Im Zusammenhang mit der hohen Schadensersatzzahlung der IAAF verhängte das Amtsgericht Neubrandenburg Ende 2008 gegen Krabbe eine Geldstrafe wegen Steuerhinterziehung, die schließlich zur Privatinsolvenz führte.
Seitdem arbeitet sie im Kundenservice eines Autohauses. Am 5. Mai 2015 beging ihr Mann Suizid. Ihre Wut darüber beschrieb sie im September 2015 in der SWR-Talkshow Nachtcafé. In der Folge begann sie eine ehrenamtliche Tätigkeit in der Sterbebegleitung und war bis Anfang 2019 mit dem Berliner Handballmanager Bob Hanning liiert, der ihren Sohn Aaron als Jugendspieler betreute.
Krabbe lebt in Chemnitz und ist seit 2024 in zweiter Ehe verheiratet.